# Петрова Ніна Петрівна
Ніна Петрівна Петрова (рос. Нина Петровна Петрова, 1926–1995) — скульпторка, авторка численних скульптурних портретів і меморіалів в Криму і за його межами. 

## Життєпис
Народилася 28 грудня 1926 року на Уралі в заможній родині. У 1930 році, під час «розкуркулення» батько був розстріляний, старший брат засланий, а сім'я зазнала репресій. Ніна навчалася у школі № 11 міста Ревда (Свердловська область), після чого вступила до Ворошиловоградського (нині Луганського) художнього училища, майстерні Віри Мухіної. Пізніше зарахована да Київського державного художнього інституту, де навчалася в майстерні під керівництвом професора Макса Гельмана, учня скульптора Олександра Терентійовича Матвєєва, який закінчила в липні 1956 року дипломною роботою «В Артеку» (гіпсова модель зберігається в Сімферопольському художньому музеї з 1958 року). У 1956 направлена до Криму, де на той момент створювалося об'єднання художників, спочатку Артіль «Художник», а згодом Спілка художників і Художній Комбінат (пізніше Художній Фонд), де Ніна Петрова і працювала протягом усього життя. Дружина кримського художника Івана Петрова, у шлюбі з яким прожила до кінця життя і мала двох дочок: Ольгу і Анну (теж художник і реставратор).
Петрова з майстерністю талановитої скульпторки створювала в першу чергу людські образи, вдало поєднуючи їх з соцреалістичними державними замовленнями. Попри те, що ніколи не була ні комсомолкою, ні членкинею Компартії, часто отримувала замовлення комуністичної тематики. З цього приводу Петрова сумно жартувала: «Ленін мене осиротив, і за це годував все життя». Отримавши замовлення на виконання монумента В. І. Леніна, на привокзальній площі Сімферополя, Петрова запропонувала ескіз пам'ятника, де вождь зображений як людина, що відпочиває на лаві, з поглядом, спрямованим в далечінь і одночасно в себе. Пам'ятник пережив «ленінопад» 2014 року.
Ніна Петрова — одна з авторів скульптурного оформлення будівлі Севастопольської панорами, її авторству належать бюсти Корнілова, Толстого та Нахімова, Петрова створювала Алею героїв у Сакському військовому гарнізоні (селище Новофедорівка), а також пам'ятник бойовому екіпажу Ту-22, загиблому при виконанні службових обов'язків у 1974 році.

## Творчість
Брала участь у виставках з 1957 року. Членкиня Спілки художників з 1960 року.
- 1958 — паркова скульптура «В Артеку». Сімферопольський художній музей.
- 1960 — Бюст С. Н. Сергєєва-Ценського. Музей-садиба в Алушті
- 1960 — Бюст А. П. Чехова. Будинок-музей в Ялті.
- 1961 — пам'ятник В. І. Леніну на привокзальній площі в Сімферополі.
- 1965 — статуя «Вічна слава героям», Херсонська область.
- 1965 — статуя «Механізатор» у співавторстві з З. А. Ісаєвою, Керч.
- 1966 — І. В. Мічурін радгосп-технікум, Маленьке Сімферопольського району.
- 1967 — Алея Героїв льотчиків у Сакському військовому гарнізоні (селище Новофедорівка).
- 1968 — стела командармові П. Є. Дибенко в Сімферополі.
- 1971 — надгробок Н. Моісеєву. Сімферополь
- 1972–1980 — бюсти героїв І. І. Єськова, Н. Лисого, М. Сідорова.
- 1973–1974 — бюсти В. О. Корнілова, Л. Н. Толстого, П. С. Нахімова на будівлі Севастопольської Панорами «Оборона Севастополя 1854–1855 років».
- 1975 — Пам'ятник бойовому екіпажу Ту-22 загиблому при виконанні службових обов'язків 30.10.1974.

### Галерея

Бюст Чехова в Ялті.
Пам'ятник Павлу Дибенку
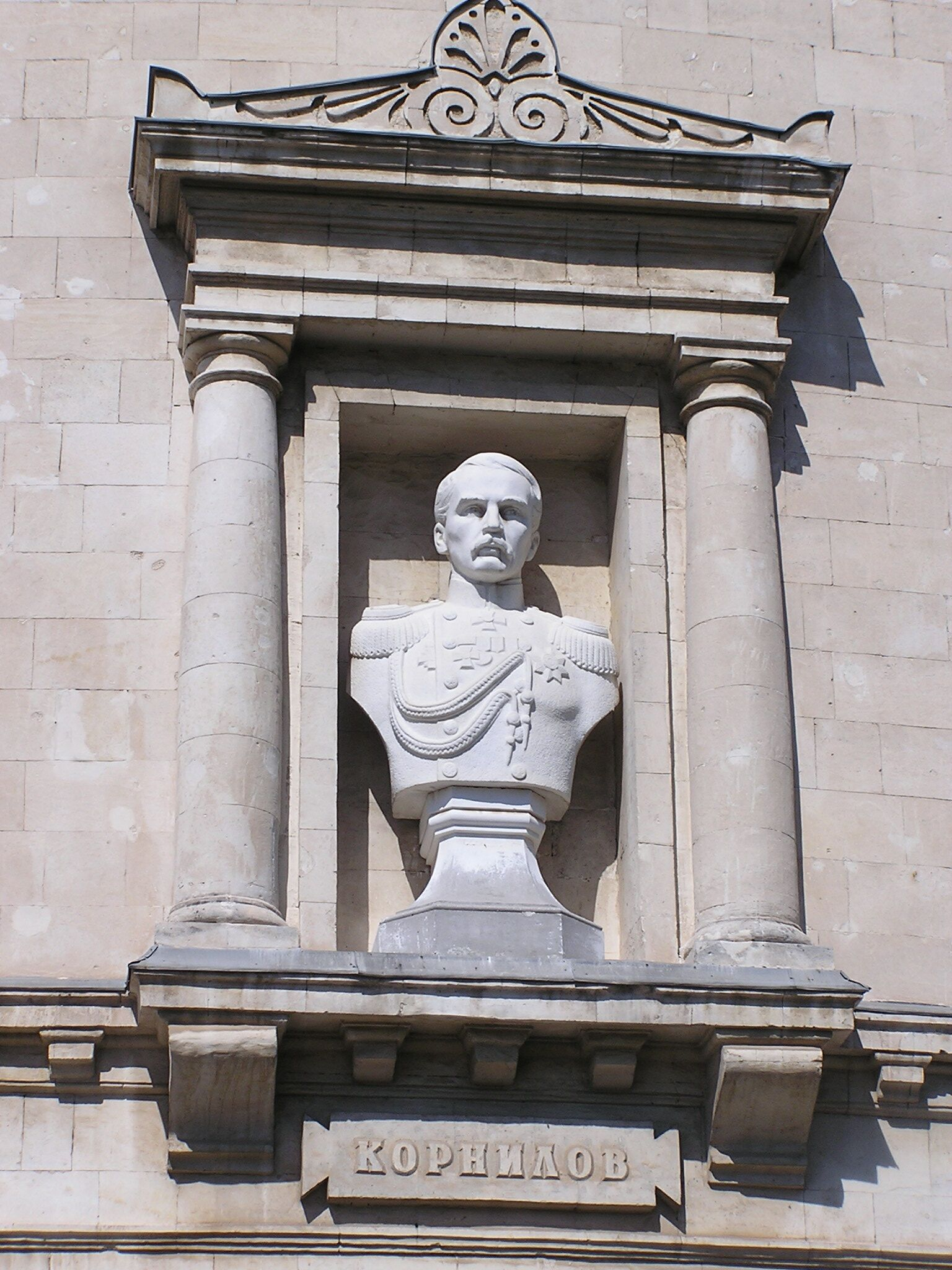
Бюст Корнілова. Панорама «Оборона Севастополя 1854—1855 років».
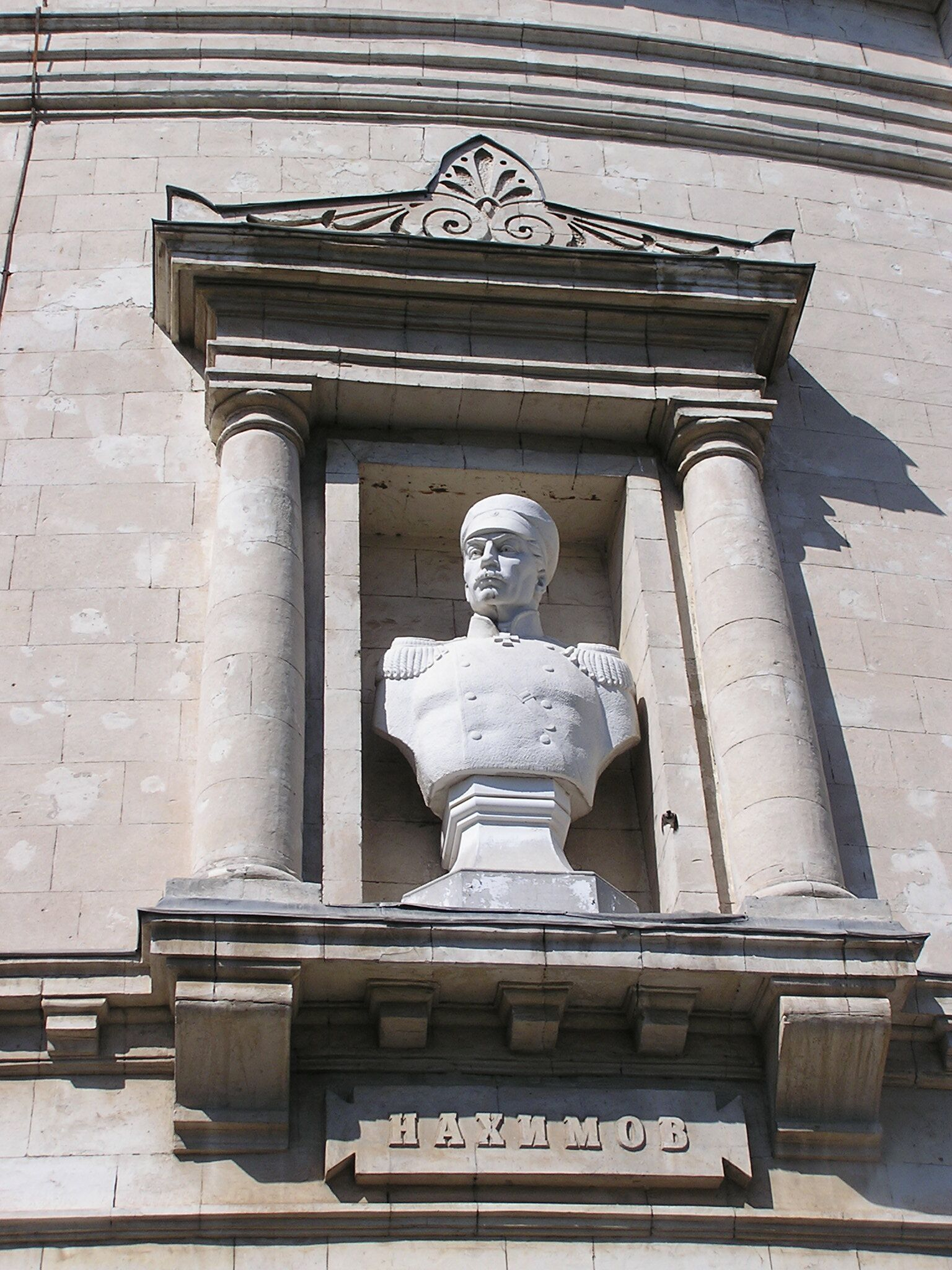
Бюст Нахімова. Панорама «Оборона Севастополя 1854—1855 років».
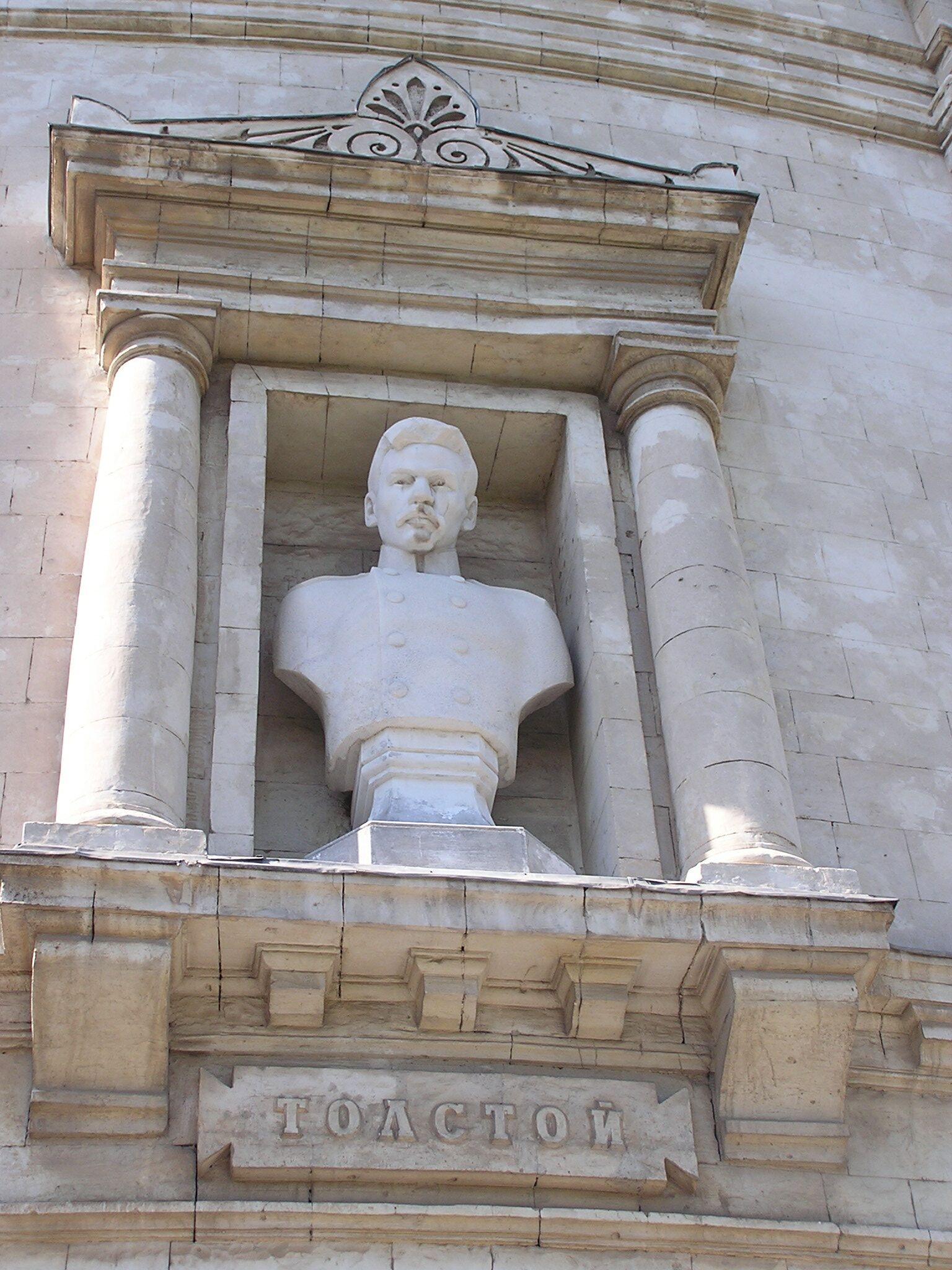
Бюст Толстого. Панорама «Оборона Севастополя 1854—1855 років».